# Petitcodiac (circonscription provinciale)
Circonscription électorale provinciale du Canada
Petitcodiac est une ancienne circonscription électorale provinciale du Nouveau-Brunswick de 1974 à 2014. Elle est dissoute au sein des circonscriptions de Gagetown-Petitcodiac, Moncton-Sud-Ouest, Albert, Moncton-Est et Moncton-Nord-Ouest.

## Liste des députés
|  | Hollis Steeves  | Libéral                   | 1987 - 1991   |
|  | Dennis Cochrane | Progressiste-conservateur | 1991 - 1995   |
|  | Hollis Steeves  | Libéral                   | 1995 - 1999   |
|  | Wally Stiles    | Progressiste-conservateur | 1999 - 2003   |
|  | Wally Stiles    | Progressiste-conservateur | 2003 - 2006   |
|  | Wally Stiles    | Progressiste-conservateur | 2006 - 2007   |
|  | Wally Stiles    | Libéral                   | 2007 ¹ - 2010 |
|  | Sherry Wilson   | Progressiste-conservateur | 2010 - 2014   |

- ¹ Wally Stiles change du parti le 17 avril 2007.